# Robledo (kommunhuvudort)
Robledo är en kommunhuvudort i Spanien.   Den ligger i provinsen Provincia de Albacete och regionen Kastilien-La Mancha, i den centrala delen av landet, 210 km sydost om huvudstaden Madrid. Robledo ligger 1 030 meter över havet och antalet invånare är 420.
Terrängen runt Robledo är platt åt nordost, men åt sydväst är den kuperad. Runt Robledo är det mycket glesbefolkat, med 2 invånare per kvadratkilometer. Närmaste större samhälle är Alcaraz, 10,7 km söder om Robledo. Trakten runt Robledo består till största delen av jordbruksmark.